# Grytinggrend Station
Grytinggrend Station (Grytinggrend stoppested) var en jernbanestation på Sørlandsbanen, der lå i Gjerstad kommune i Norge.
Stationen åbnede som holdeplads 10. november 1935, da banen blev forlænget fra Neslandsvatn til Nelaug. Den blev nedgraderet til trinbræt i 1949. Betjeningen med persontog ophørte 29. maj 1988, og 1. januar 1989 blev stationen nedlagt.
Der var ikke nogen egentlig stationsbygning i Grytinggrend men i stedet et venteskur med pakrum, der blev opført i 1935. Det blev senere revet ned.